# Gesetz über den Widerruf von Einbürgerungen und die Aberkennung der deutschen Staatsangehörigkeit

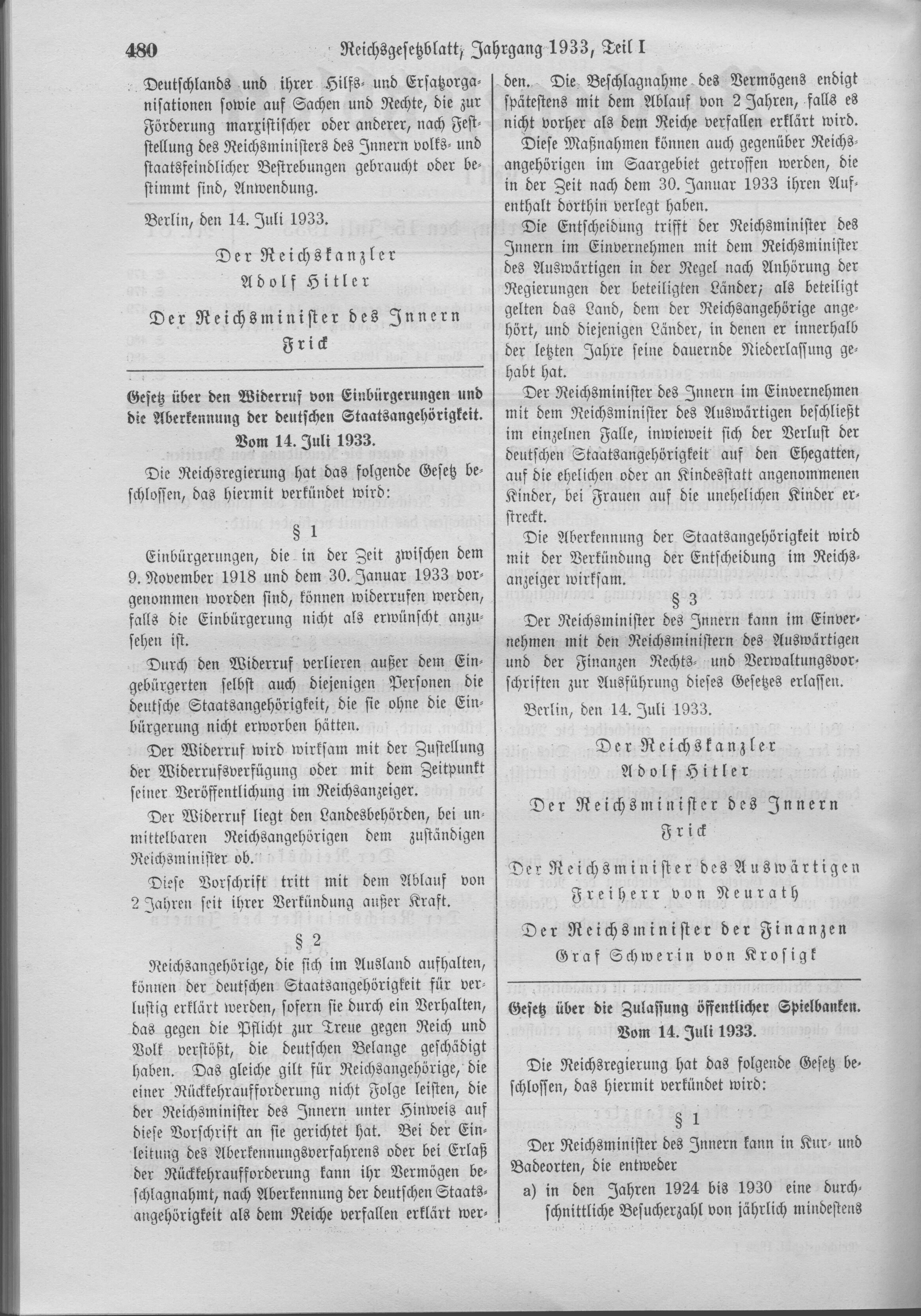
Gesetz über den Widerruf von Einbürgerungen und die Aberkennung der deutschen Staatsangehörigkeit (RGBl. 1933 I S. 480)

Das Gesetz über den Widerruf von Einbürgerungen und die Aberkennung der deutschen Staatsangehörigkeit vom 14. Juli 1933 (mit Durchführungsverordnung vom 26. Juli 1933) ermöglichte die Annullierung von Einbürgerungen, die nach der Novemberrevolution stattgefunden hatten. Die davon betroffenen Personen verloren dadurch ihre deutsche Staatsangehörigkeit, die sich damals noch als eine deutsche Staatsangehörigkeit, also die eines deutschen Landes, darstellte, denn eine einheitliche deutsche Staatsangehörigkeit wurde erst durch die Verordnung über die deutsche Staatsangehörigkeit vom 5. Februar 1934 in der Folge des Gesetzes über den Neuaufbau des Reichs, eingeführt. Reichsangehörigen, die sich im Ausland aufhielten, konnte wegen ihres politischen Verhaltens die deutsche Staatsangehörigkeit aberkannt und das Vermögen entzogen werden.

## Inhalt
Alle nunmehr als unerwünscht erachteten Einbürgerungen, die in der Zeit zwischen dem 9. November 1918 und dem 30. Januar 1933 vorgenommen worden waren, konnten von den Landesbehörden oder dem zuständigen Reichsminister widerrufen werden. Diese Möglichkeit zum Entzug der erworbenen Staatsangehörigkeit wurde auf zwei Jahre befristet.
Deutschen Reichsangehörigen, die sich im Ausland aufhielten und dort durch ihr Verhalten „gegen die Pflicht zur Treue gegen Reich und Volk“ verstießen und die „deutschen Belange“ schädigten, konnte die Staatsangehörigkeit entzogen werden. Auch Personen, die einer Aufforderung zur Rückkehr nicht nachkamen, konnte die deutsche Staatsangehörigkeit entzogen werden. Ihr Vermögen konnte beschlagnahmt werden und verfiel nach spätestens zwei Jahren dem Deutschen Reich.
Rechtswirksam wurde die Ausbürgerung mit der Veröffentlichung des Namens im Deutschen Reichsanzeiger. Die erste Ausbürgerungsliste des Deutschen Reichs vom 25. August 1933 betraf insgesamt 33, entweder wegen des mit der Machtübernahme der NSDAP einhergehenden Terrors geflüchtete oder bereits länger im Ausland lebende, prominente Gegner des Nationalsozialismus.

## Auswirkungen

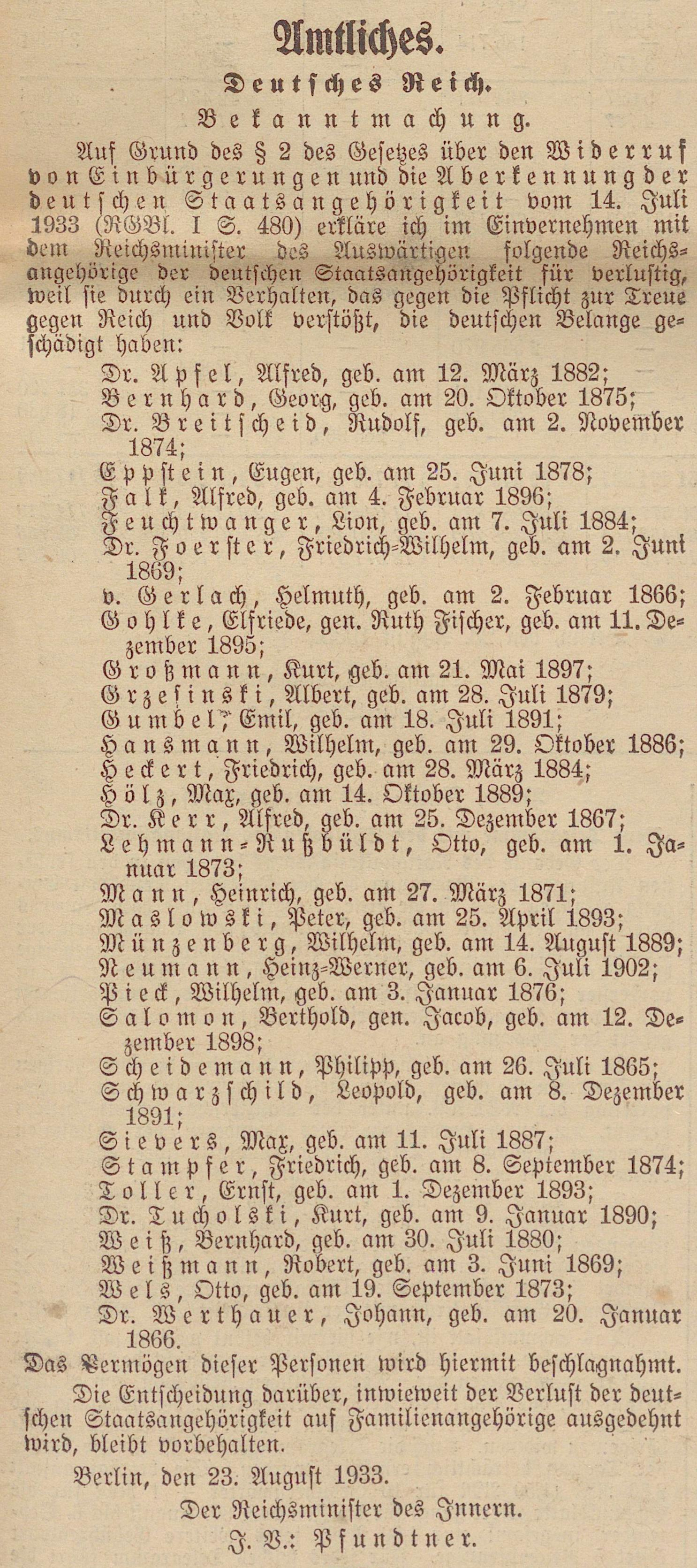
Faksimile der ersten Ausbürgerungsliste: Der Reichsminister des Inneren, i.V. [= in Vertretung] Pfundtner

Zugewanderte Bürger, in erster Linie rund 16.000 „Ostjuden“ mit inzwischen erworbener deutscher Staatsangehörigkeit, wurden nunmehr staatenlos. Politische Flüchtlinge mussten bei Aktivitäten, die sich gegen die Nationalsozialisten richteten, um den Verlust ihrer Staatsangehörigkeit und ihres Vermögens fürchten.
Anfangs diente das Gesetz in erster Linie dem Zweck, das Wohlverhalten politischer Gegner zu steuern. Später wurde es ein Instrument zur Ausplünderung jüdischer Emigranten. Die nationalsozialistischen Machthaber konnten sich die von Juden zurückgelassenen Vermögen mit scheinbarer Legalität aneignen, indem sie ein Verfahren einleiteten, das mit der Aberkennung der deutschen Staatsangehörigkeit und – damit verbunden – dem Vermögenseinzug endete.
Schon die ungenehmigte Ausreise eines Juden galt als Verstoß gegen die „Pflicht zur Treue zu Reich und Volk“ und konnte zu seiner Enteignung führen. Nach einem geheimen Erlass Heinrich Himmlers vom 30. März 1937 war eine „rassenschänderische Betätigung“ oder die Nichtentrichtung von Steuern und Abgaben eines Emigranten ein „volksschädigendes Verhalten“, das zum Entzug der Staatsangehörigkeit berechtigen sollte.

## Ergänzende Verordnungen
Der Wortlaut des Gesetzes ermöglichte es nicht, mit scheinbarer Legalität diejenigen Juden zu enteignen, die im Deutschen Reich verblieben waren. Diese „Vermögenseinziehung“ – so die bürokratische Fachterminologie – wurde lediglich mit einem Rückgriff auf andere Gesetze von 1933 und einen späteren Erlass formaljuristisch gedeckt, wobei man den Betroffenen pauschal „volks- und staatsfeindliche Bestrebungen“ unterstellte. Juden, die im Sammellager auf ihre Deportation nach Theresienstadt im damaligen Protektorat Böhmen und Mähren warteten, erhielten vom Gerichtsvollzieher eine förmliche Verfügung ausgehändigt, wodurch ihr gesamtes Vermögen eingezogen wurde. Bis Ende des Jahres 1941 wurde ein derartig kompliziertes förmliches Verfahren auch bei denjenigen Deportierten durchgeführt, die in reichsrechtlich nicht als Ausland geltende Gebiete wie das Generalgouvernement und die Reichskommissariate Ostland und Ukraine deportiert wurden. Die gedruckte Urkunde enthielt folgenden Text:
„Auf Grund des § 1 des Gesetzes über den Einzug kommunistischen Vermögens vom 26. Mai 1933 […] in Verbindung mit dem Gesetz über den Einzug volks- und staatsfeindlichen Vermögens vom 14. Juli 1933 […] wird in Verbindung mit dem Erlass des Führers und Reichskanzlers über die Verwertung des eingezogenen Vermögens von Reichsfeinden vom 29. Mai 1941 (RGBl. 1941 I, 303) das gesamte Vermögen entzogen der Jüdin XY …“
Am 25. November 1941 legte die 11. Verordnung zum Reichsbürgergesetz fest, dass jüdische Deportierte mit dem Grenzübertritt ins Ausland automatisch ihre Staatsangehörigkeit verloren und ihr Eigentum dem Staat verfiel. In der Fachterminologie der Verwaltungsbürokratie wurde dies „Vermögensverfall“ genannt. Am 3. Dezember 1941 wurden die im Osten besetzten Gebiete als „Ausland im Sinne dieser Verordnung“ deklariert, so dass eine förmliche Urkunde nur noch bei Deportationen nach Theresienstadt ausgehändigt wurde.
In einem Erlass des Reichssicherheitshauptamtes vom 2. März 1942 heißt es, dass „die Bestrebungen der abgeschobenen Juden, auf welche die 11. DVO des Reichsbürgergesetzes nicht angewendet werden konnte, volks- und staatsfeindlich gewesen waren.“

## Außerkrafttreten
Das Gesetz konnte nach Artikel II b des alliierten Kontrollratsgesetzes Nr. 1 vom 20. September 1945 als aufgehoben gelten. Außer Kraft gesetzt war es spätestens infolge des Widerspruchs zu Art. 16 Abs. 1 in Verbindung mit Art. 123 Abs. 1 des Grundgesetzes für die Bundesrepublik Deutschland vom 23. Mai 1949.

## Wiedergutmachung
Art. 116 Abs. 2 GG begründet auf Antrag einen Anspruch auf Wiedereinbürgerung. Die Ausbürgerung von jüdischen Staatsbürgern nach dem Gesetz über den Widerruf von Einbürgerungen und die Aberkennung der deutschen Staatsangehörigkeit bleibt nach Ansicht des Bundesverfassungsgerichts ein historisches Geschehen, das als solches nicht nachträglich beseitigt werden kann. Art. 116 Abs. 2 GG will aber das Unrecht, das den ausgebürgerten Verfolgten angetan worden ist, im Rahmen des Möglichen wiedergutmachen. Die aufgrund des Gesetzes vom 14. Juli 1933 aus rassenideologischen Gründen ausgesprochene Einzelausbürgerung ist unter dem Grundgesetz als nichtig, das heißt als von Anfang an unheilbar unwirksam, anzusehen.
Durch das Vierte Gesetz zur Änderung des Staatsangehörigkeitsgesetzes vom 12. August 2021 wurde in § 15 StAG ein gesetzlicher Anspruch auf Wiedergutmachungseinbürgerung für Personen geschaffen, die von nationalsozialistischen Verfolgungsmaßnahmen betroffen waren, aber keinen Anspruch auf Wiedererwerb der deutschen Staatsangehörigkeit nach der Wiedergutmachungsvorschrift des Art. 116 Abs. 2 GG haben, weil sie nicht förmlich ausgebürgert worden waren. Diese Regelung betrifft Personen, die nicht förmlich ausgebürgert worden waren, aber im Zusammenhang mit Verfolgungsmaßnahmen aus den in Art. 116 Abs. 2 Satz 1 GG aufgeführten Gründen in der Zeit vom 30. Januar 1933 bis zum 8. Mai 1945 die deutsche Staatsangehörigkeit aufgegeben oder verloren hatten, etwa mit ihrer Deportation aus dem Reichsgebiet nach der Elften Verordnung zum Reichsbürgergesetz vom 25. November 1941 oder sie erst gar nicht erwerben konnten.